# Запис Зоранов дуд (Мало Лаоле)
Запис Зоранов дуд (Мало Лаоле) се налази на парцели чији је власник Тодоровић Радиша.

## Локација
| Општина             | Петровац на Млави                                                           |
| Катастарска општина | Мало Лаоле                                                                  |
| Потес               | Рудеж                                                                       |
| Координате          | 44° 19′ 10″ С; 21° 28′ 42″ И / 44.319400000000002° С; 21.478400000000001° И |
| Надморска висина    | 171m                                                                        |

## Карактеристике
Дендрометријске вредности утврђене на терену и сателитским снимцима:
| Стабло                     | Дуд |
| Висина стабла              | m   |
| Обим дебла                 | m   |
| Пречник крошње             | 16m |
| Пречник дебла              | m   |
| Висина дебла до прве гране | m   |

## База записа
Запис је у оквиру Викимедија пројекта "Запис - Свето дрво" заведен под редним бројем 0564.